# Wikaryjskie
Wikaryjskie – osada w Polsce położona w województwie kujawsko-pomorskim, w powiecie włocławskim, w gminie Włocławek, nad jeziorem Wikaryjskim.
W latach 1975–1998 Wikaryjskie administracyjnie należało do województwa włocławskiego.
W gminie Włocławek znajduje się też część wsi Warząchewka Polska o nazwie Wikaryjskie.